# Herb Czarnej Białostockiej
Herb Czarnej Białostockiej – jeden z symboli miasta Czarna Białostocka i gminy Czarna Białostocka w postaci herbu.

## Wygląd i symbolika
Herb przedstawia na srebrnej tarczy trzy stylizowane zielone drzewa świerkowe ustawione symetrycznie tak, że jedno drzewo, które jest umieszczone pośrodku szerokości herbu, jest najwyższe, a pozostałe dwa mniejsze wyłaniają się zza pierwszego z jego prawej i lewej strony. Pod drzewami znajduje się dolna połowa czarnego koła zębatego.
Symbolika herbu nawiązuje do miejscowego przemysłu (połowa koła zębatego) i położenia miasta w leśnej okolicy (trzy świerki).

## Historia
Herb został ustanowiony uchwałą Rady Narodowej Miasta i Gminy w Czarnej Białostockiej z dnia 22 grudnia 1976. 